# Redouane Aouachria
Redouane Aouachria (en arabe : رضوان عواشرية), né le 10 novembre 1969 à Alger, est un joueur de handball, ancien international algérien. Il a gagné à plusieurs reprises le Championnat d'Afrique des nations.

## Parcours
En clubs, il évolue notamment au La Roche-sur-Yon Vendée handball (Nationale 2 Fédérale, actuelle Nationale 1) entre 1994 et 1995 où il rejoint le Lille Métropole Handball Club Villeneuve d'Ascq, promu en Division 1.
Plus tard, il a évolué à l'Aix Université Club jusqu'en 2003 puis à l'Aurillac Handball Cantal Auvergne jusqu'en décembre 2005
En 2010, il prend en charge l'Équipe d'Algérie jeunes puis en 2011, il est nommé adjoint de Salah Bouchekriou à la tête de l'Équipe d'Algérie A
En 2012, il est le nouvel entraîneur du club d'Al-Sadd SC au Qatar.

## Parcours de joueur

### Enéquipe d'Algérie
Jeux olympiques
- 10e place aux Jeux olympiques de 1996

Championnats du monde
- 16e au championnat du monde 1995 ( Islande)
- 17e au championnat du monde 1997 ( Japon)
- 13e au championnat du monde 2001 ( France)

Championnats d'Afrique
- Médaille d'or au championnat d'Afrique 1996 ( Bénin)
- Finaliste du Championnat d'Afrique de Tunisie 1994
- Finaliste du Championnat d'Afrique d'Afrique du Sud 1998
- Finaliste du Championnat d'Afrique d'Algérie 2000
- Troisième du Championnat d'Afrique de Côte d'Ivoire 1992

Championnat du monde junior
- 14e place du Championnat du monde junior 1989 ( Espagne)

Championnat d'Afrique junior
- Vainqueur du Championnat d'Afrique junior en 1988 ( Tunisie)

Autres
- 3e au Tournoi de Paris Bercy 2003
- 5e aux Jeux méditerranéens de 1991

### En club
Compétitions internationales
- Vainqueur de la Coupe d'Afrique des vainqueurs de coupe (4) : 1991, 1992, 1993, 1994
- Vainqueur de la Supercoupe d'Afrique (1) : 1994 avec le MC Alger
- Vainqueur du Championnat arabe des clubs champions (1) :1991  avec le MC Alger

Compétitions nationales
- Vainqueur du Championnat d'Algérie (3) : 1991, 1992 , 1994 avec le MC Alger
- Vainqueur de la Coupe d'Algérie (3) : 1991, 1993, 1994 avec le MC Alger
- Vainqueur de la Coupe de Tunisie (1) : 1999 avec le El Makarem de Mahdia

| Saison    | Championnat          | Club                          | Rang     |
| --------- | -------------------- | ----------------------------- | -------- |
| 1990-1991 | Division 1           | MC Alger                      | Champion |
| 1991-1992 | Division 1           | MC Alger                      | Champion |
| 1992-1993 | Division 1           | MC Alger                      | ?        |
| 1993-1994 | Division 1           | MC Alger                      | Champion |
| 1994-1995 | Nationale 2 Fédérale | La Roche-sur-Yon Vendée       | ?        |
| 1995-1996 | Division 1           | HBC Villeneuve d'Ascq         | 11e      |
| 1996-1997 | Division 1           | HBC Villeneuve d'Ascq         | 14e      |
| 1997-1998 | Division 2           | HBC Villeneuve d'Ascq         | Champion |
| 1998-1999 | Division 1           | El Makarem de Mahdia          | 4e       |
| 1999-2000 | Division 1           | HBC Villeneuve d'Ascq         | 14e      |
| 2000-2001 | Division 2           | HBC Villeneuve d'Ascq         | 3e       |
| 2001-2002 | Nationale 2          | Carabiniers de Billy-Montigny | ?        |
| 2002-2003 | Nationale 1          | Aix Université Club           | Champion |
| 2003-2004 | Nationale 2          | Aurillac Cantal Auvergne      | Champion |
| 2004-2005 | Nationale 1          | Aurillac Cantal Auvergne      | Champion |
| 2005-2006 | Division 2           | Aurillac Cantal Auvergne      | 8e       |

## Parcours d'entraineur
avec l'Équipe d'Algérie jeunes
- Participation au tournoi africain de qualification pour les Jeux olympiques de la jeunesse 2010[10],[11]
- 4e du Championnat d'Afrique des nations jeunes : 2010[12]

avec l'Équipe d'Algérie (adjoint)
- 15e au championnat du monde 2011 ( Suède)[13]